# Daphne jarmilae
Daphne jarmilae är en tibastväxtart som beskrevs av J. J. Halda. Daphne jarmilae ingår i släktet tibaster, och familjen tibastväxter. Inga underarter finns listade i Catalogue of Life.